# Björkvattnet, Borgvattnets distrikt
Björkvattnet är en by i Borgvattnets distrikt (Borgvattnets socken) i Ragunda kommun, Jämtlands län (Ångermanland). Byn ligger vid Länsväg Z 776 (Länsväg Y 969), cirka 16 kilometer österut från småorten Borgvattnet. Strax nordöst om byn ligger grannbyn Björkhöjden och söder om byn ligger en sjö som heter Björkvattensjön.